# Каталін Мішкольці
Каталін Мішкольці (угор. Katalin Miskolczi; нар. 6 серпня 1976) — колишня угорська тенісистка.
Найвищу одиночну позицію світового рейтингу — 221 місце досягла 7 квітня 1997, парну — 338 місце — 24 липня 2000 року.
Здобула 2 одиночні та 1 парний титул.

## Фінали ITF

### Одиночний розряд: 5 (2–3)
| Результат | Ранг | Дата            | Турнір              | Покриття | Суперниця         | Рахунок       |
| --------- | ---- | --------------- | ------------------- | -------- | ----------------- | ------------- |
| Перемога  | 1.   | 23 січня 1995   | Бостад, Швеція      | Тверде   | Мірка Федерер     | 1–6, 6–2, 7–5 |
| Перемога  | 2.   | 5 червня 1995   | Дублін, Ірландія    | Ґрунт    | Робін Модслі      | 6–2, 6–2      |
| Поразка   | 1.   | 29 жовтня 1997  | Жуе-ле-Тур, Франція | Тверде   | Катажина Новак    | 1–6, 2–6      |
| Поразка   | 2.   | 17 серпня 1998  | Марибор, Словенія   | Ґрунт    | Адрієнн Хегюдюш   | 5–7, 2–6      |
| Поразка   | 3.   | 27 вересня 1999 | Ф'юмічіно, Італія   | Ґрунт    | Ольга Виметалкова | 2–6, 4–6      |

### Парний розряд: 4 (1–3)
| Результат | Ранг | Дата              | Турнір                  | Покриття | Партнерка       | Суперниці                            | Рахунок  |
| --------- | ---- | ----------------- | ----------------------- | -------- | --------------- | ------------------------------------ | -------- |
| Поразка   | 1.   | 16 листопада 1998 | Біль (місто), Швейцарія | Тверде   | Грета Арн       | Дая Беданова Лідія Штайнбах          | 2–6, 1–6 |
| Перемога  | 1.   | 27 червня 1999    | Велп, Нідерланди        | Ґрунт    | Наташа Ґалауза  | Еві Домінікович Йоланда Менс         | 6–3, 7–5 |
| Поразка   | 2.   | 27 вересня 1999   | Ф'юмічіно, Італія       | Ґрунт    | Штефані Гайднер | Ольга Виметалкова Габріела Хмелінова | 3–6, 3–6 |
| Поразка   | 3.   | 26 червня 2000    | Велп, Нідерланди        | Ґрунт    | Камілла Кремер  | Дженні Белобрайдіч Крістен ван Елден | 1–6, 2–6 |